# هنري إليسون
هنري إليسون (16 يوليو 1868 في المملكة المتحدة - 7 أكتوبر 1948 في المملكة المتحدة) (بالإنجليزية: Henry Ellison)‏ هو لاعب كريكت بريطاني وبريطاني (وحمل سابقاً جنسية المملكة المتحدة لبريطانيا العظمى وأيرلندا). لعب مع نادي مقاطعة نوتنغهامشير للكريكت ‏ وWiltshire County Cricket Club ‏.

## وصلات خارجية
- هنري إليسون على موقع إي آس بي آن كريك إنفو (الإنجليزية)